# Пизани, Витторио

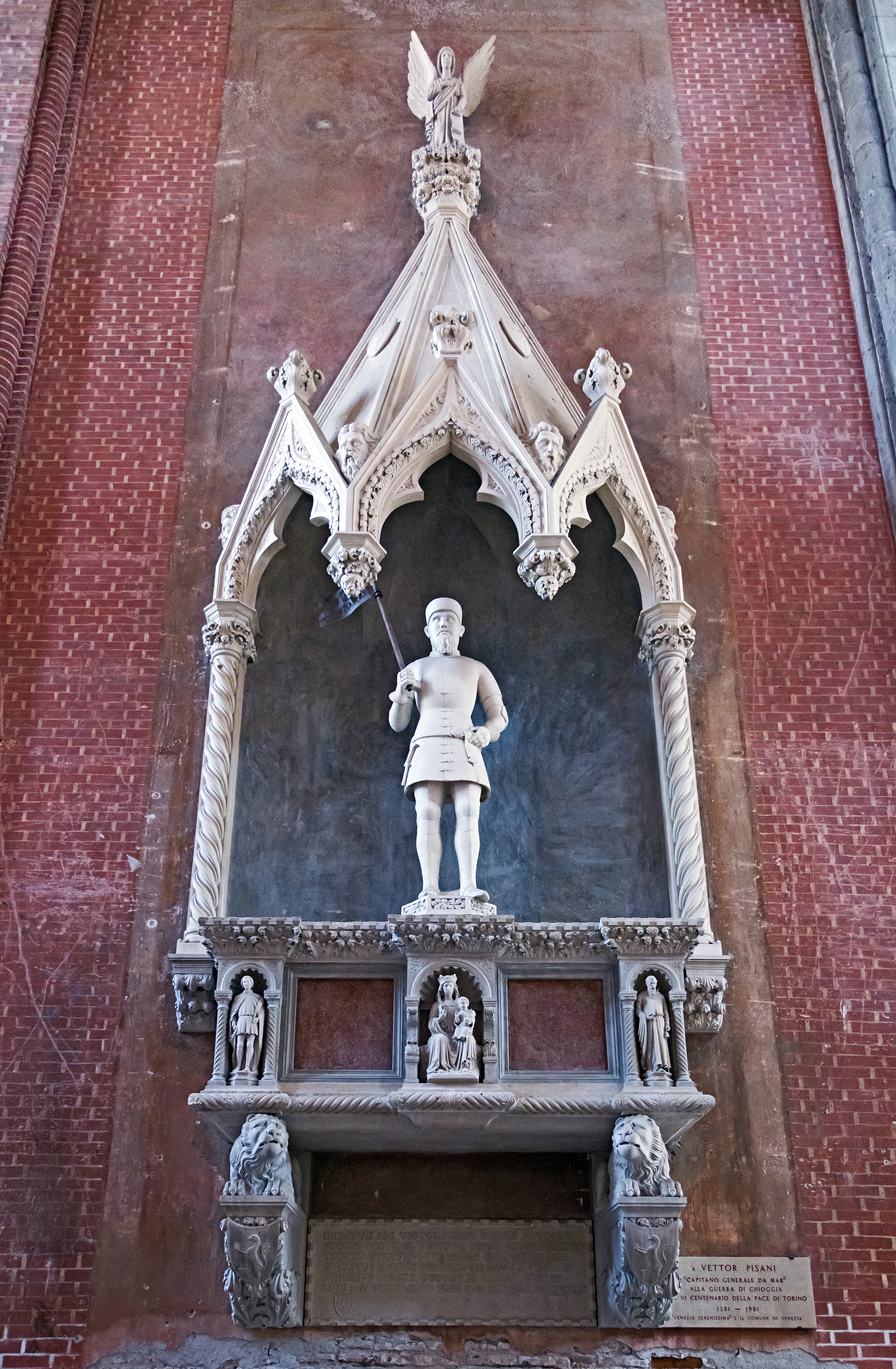
Его могила, в Венеции.

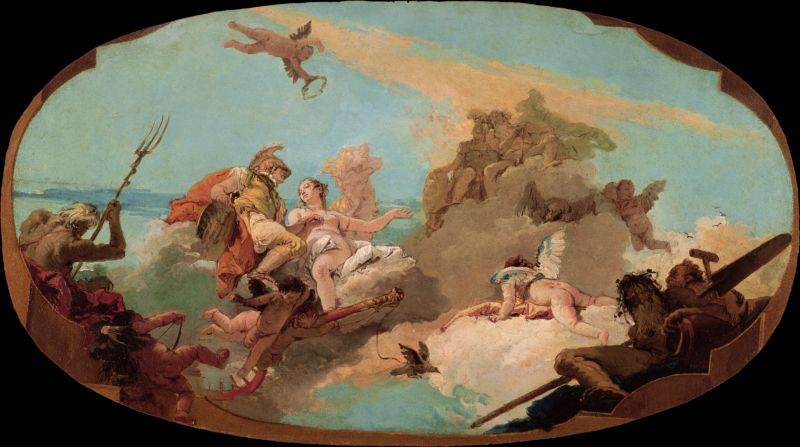
Пизани, Витторио

Витторио Пизани (итал. Vettor Pisani; 1324, Венеция — 13 августа 1380, Манфредония) — венецианский адмирал, командующий венецианским флотом во время войны Кьоджи.

## Биография
В 1378 году командуя венецианским флотом в войне с Генуей, разбил их флот в сражении у мыса Анцио. После этого боя взял последовательно города Каттаро, Шибеник и Арб, захваченные перед этим венграми — союзниками генуэзцев. Но в мае следующего, 1379 года был наголову разбит при Поле и при возвращении в Венецию был заключен в тюрьму. Эта победа дала генуэзцам возможность захватить морскую гавань Кьоджи и угрожать самой Венеции. Народ, возлагая надежды на одного Пизани, потребовал его освобождения, и тот снова был поставлен во главе венецианских вооруженных сил. Благодаря его смелым действиям венецианцы вернули обратно Кьоджу и при помощи вернувшейся из архипелага эскадры венецианского флота разбили генуэский флот, заставив генуэзцев заключить мир на условиях Венеции.